# 熱帯夜 (RIP SLYMEの曲)
「熱帯夜」（ねったいや）は、RIP SLYMEの13枚目のシングル。2007年7月25日 発売。

## 概要
DJ FUMIYAの復帰シングルとなった前作「ブロウ」からちょうど9ヶ月ぶりのシングル。ただし、前作との間に配信限定曲として「I・N・G」、「Tales」が発表されているため、楽曲としては「Tales」発表から約4ヶ月ぶりとなる。
「『楽園ベイベー』が真昼の夏の代名詞とすれば、今回はズバリ『真夏の夜の愛のラヴ・アフェア』」が本作のテーマとなっている。
ジャケットは「Rip Slyme」という文字がコカ・コーラのロゴ風に描かれている女性の水着のアップであり、CDにもコカ・コーラのロゴマークが描かれている。これは、「熱帯夜」がCoke+iTunesキャンペーンCM曲のためである。
この作品に関するメディア露出が多く、7月4日から8月1日まで4週連続で「ココリコミラクルタイプ」で「熱帯夜」をモチーフにした楽曲コラボコントが放送された（ちなみに、これがRIP SLYMEのバラエティ番組初出演となった）。また、7月16日には東京都渋谷区のApple Storeで初のインストアライブを行った。さらに、8月16日には“史上最大の合コン”と銘打ち、湘南の腰越海岸で「RIP SLYME presents 熱帯夜 premium party“合コンOn The Beach”〜Swing chop in Shonan〜」を開催。参加した女性の中からミス・熱帯夜が選出され、前述のジャケットの水着が進呈された。
初動売上は前作を下回ったものの、久々にオリコンシングルチャートでトップ3入りを果たした。これは、RIP SLYMEとしては「Dandelion」以来約3年4ヶ月ぶり、コラボレーションシングルも含めると“リップスライムとくるり”名義の「ラヴぃ」以来約1年ぶりである。
初回盤のみクリアレッドケース&美女のカラーピンナップジャケット仕様。

## 収録曲
1. 熱帯夜
（作詞・作曲：Luis Gonzaga, David Nasser Zedantes & Rip Slyme）
Coke + iTunesキャンペーンCM曲。SU曰く歌詞は「エロダサい」をイメージしているという。昨年のアルバム『EPOCH』の時期には既に完成していて、収録する構想もあったが、サンプリングを行った楽曲（Clara Nunes「Sabiá」）の許諾に時間がかかり1年がかりでのリリースとなった[4]。
PVはタイトルを意識したエロティックなものになっており、際どい水着を着た女性たち（AV女優を起用）が出演している。2023年6月現在、YouTubeでは年齢制限がかけられている。
監督はキャビア〜ン♥と北澤“momo”寿志が務めた。PVは一発撮りであり、メンバーが納得のいくまで何度も撮り直したという。最後にはメンバー全員のダンスシーンがあり、テレビ出演時にもこのダンスが披露された。
また、7月16日からRIP SLYMEとしては初めてiTunes Storeで先行配信されており、同ダウンロードランキングでは1位を獲得している。アルバム『FUNFAIR』、ベストアルバム『GOOD TIMES』収録。
2013年、中田ヤスタカがリミックスを手掛けている。コンピレーション・アルバム『ASOBITUNES』(ワーナーミュージック・ジャパン）収録。
2025年6月6日放送のテレビ朝日系『ミュージックステーション』2時間スペシャルでは、「STEPPER'S DELIGHT (2025ver.)」、「楽園ベイベー」と共に披露した[5]。
2. UNPLUGGED
（作詞：RYO-Z, ILMARI, PES, SU　作曲：ILMARI and Hirotaka  Mori）
タイトル通りアンプラグドな作風になっており、「熱帯夜」と「One (CHRISTMAS CLASSIC version)」を繋ぐ役割の曲。アルバム未収録。
3. One (CHRISTMAS CLASSIC version)
（作詞：RYO-Z, ILMARI, PES, SU　作曲：PES）
前年のXmas LIVEで披露した「One」のCHRISTMAS CLASSIC version。新たにストリングスを録りなおしたものを収録。